# 구도 다케시로
구도 다케시로(일본어: 工藤武城)는 일본인 의사이다. 1905년에 설립된 경성공립 한성병원의 설립 멤버 가운데 한 사람이며 일제강점기 때 서울(당시 경성)의 사립병원인 경성산부인과병원 원장이자 소유자였다. 1930년대에는 방사선 치료기와 라디움 시술기 등을 도입하여 시술하였다. 한국병합 이전부터 한국에 건너와 의사로 활동했으며, 잡지 〈조선과 만주〉에 조선여성의 특성을 인종주의,우생학적으로 분석한 기고문을 종종 실었으며, 조선총독부에 조선인의 범죄를 의학, 우생학과 결합시켜 분석한 글을 내기도 하였다.

## 기고문
(《조선특유범죄의 의학관》 조선총독부편 조선총람 조선총독부 1933년)

## 같이 보기
- 우생학
- 마루타